# Theta Cancri
Theta Cancri, latinizado de θ Cancri, es un sistema de múltiples estrellas   en la constelación zodiacal de Cáncer. Es visible a simple vista como un tenue punto de luz con una magnitud visual aparente de +5,32.  El sistema está ubicado a una distancia aproximada de 450 años luz de distancia del Sol, según la paralaje, y se aleja cada vez más con una velocidad radial de +44 km/s. Como está cerca de la eclíptica, puede ser ocultada por la Luna  y, muy raramente, por los planetas .
El componente principal, designado A, es una estrella gigante de tipo Kon una clasificación estelar de K5 III, habiendo agotado el suministro de hidrógeno en su núcleo, luego enfriado y expandido. Actualmente tiene 40  veces la circunferencia del Sol. Está irradiando 353 veces la luminosidad del Sol a una temperatura efectiva de 3955 K.
En astronomía china, Fantasma ( Chino:; pinyin:) se refiere a un asterismo que consiste en Theta Cancri, Eta Cancri, Gamma Cancri y Delta Cancri . Theta Cancri es la primera estrella de Ghost ( Chinese    ), ya que también es la estrella determinante de ese asterismo.